# Hao Jingfang
Hao Jingfang (en chino simplificado, 郝景芳; pinyin, Hăo Jǐngfāng; nacida el 27 de julio de 1984) es una escritora de ciencia ficción china. Ganó el Premio Hugo a la mejor novela corta por Entre los pliegues de Pekín, traducido por Ken Liu, en los premios Hugo del 2016.

## Biografía
Hao Jingfang nació en Tianjin el 27 de julio de 1984. Después del instituto estudió (y después trabajó) en la universidad Tsinghua, en el departamento de física. Después de ver la desigualdad económica de China estudió económicas en la universidad de Tsinghua, obteniendo un doctorado en 2013, y trabaja como investigadora en la Fundación de Investigación para el Desarrollo de China (CDRF) desde entonces.
En el 2002, cuando estudiaba en el instituto, ganó el primer premio en el cuarto concurso nacional de educación secundaria de escritura "Nuevo Concepto" (en chino, 新概念作文大赛). En 2016 ganó el premio Hugo a la mejor novela corta por su novela Entre los pliegues de Pekín. Se ha convertido en la primera mujer china que ha ganado el premio Hugo, uno de los más prestigiosos premios a escritores de ciencia ficción.

## Vida personal
Hao está casada y tiene una hija.

## Obras

### Cuentos
1. The Last Brave Man (最后一个勇敢的人)
2. Invisible Planets (看不见的星球) 2013 (Lightspeed Magazine)
3. The New Year Train (过年回家)

### Novelas cortas
1. Entre los Pliegues de Pekín (北京折叠) 2015 (Uncanny Magazine)

### Novelas
1. Vagabundos. 2020 ISBN 978-8417347772.
2. Saltonautas. 2024 ISBN 978-8419260185.